# Pinalia eriopsidobulbon
Pinalia eriopsidobulbon är en orkidéart som först beskrevs av C.S.P.Parish och Heinrich Gustav Reichenbach, och fick sitt nu gällande namn av Carl Ernst Otto Kuntze. Pinalia eriopsidobulbon ingår i släktet Pinalia och familjen orkidéer. Inga underarter finns listade i Catalogue of Life.